# Lindefallet en Östra Bölan
Lindefallet en Östra Bolan (Zweeds: Lindefallet och Östra Bolan) is een småort in de gemeente Hudiksvall in het landschap Hälsingland en de provincie Gävleborgs län in Zweden. Het småort heeft 102 inwoners (2005) en een oppervlakte van 54 hectare. Eigenlijk bestaat het småort uit twee plaatsen: Lindefallet en Östra Bolan.